# Lutz Blankenburg
Lutz Blankenburg (* 3. November 1955 in Leipzig; † 26. März 2025) war ein deutscher Fußballspieler, der in Leipzig, Böhlen und Grimma im Zweitligafußball des DDR-Spielbetriebes aktiv war. 1974 war er Mitglied der DDR-Juniorennationalmannschaft.

## Sportliche Laufbahn
Der ehemals von der Betriebssportgemeinschaft (BSG) Traktor Taucha zum 1. FC Lokomotive Leipzig gekommene Lutz Blankenburg wurde 1974 mit dem Leipziger Club DDR-Junioren-Meister. In den Spielen der Juniorenoberliga war er sowohl in der Abwehr wie auch im Mittelfeld aufgeboten worden. Anfang 1974 wurde er in den Kader der DDR-Juniorennationalmannschaft berufen, für die er bis zum Juni 1974 sechs Länderspiele bestritt. Nach zwei Einsätzen als Einwechselspieler wurde er in den folgenden Spielen in der Abwehr eingesetzt. Nachdem Blankenburg in der Saison 1973/74 bereits ein Punktspiel der 2. Mannschaft des 1. FC Lok in der zweitklassigen DDR-Liga absolviert hatte, wurde er für die Spielzeit 1974/75 offiziell in den Kader der 2. Mannschaft aufgenommen. Von den 22 Ligaspielen bestritt Blankenburg 17 Partien, in denen er hauptsächlich in der Abwehr spielte. Zweimal trat er als Torschütze in Erscheinung. Da die Mannschaft am Saisonende absteigen musste, wurde Blankenburgs Karriere im DDR-weiten Fußball für mehrere Jahre unterbrochen. Zwar wurde er nach einem Jahr in der drittklassigen Bezirksliga mit Lok Leipzig II Meister, doch wurden die 2. Mannschaften der Oberligaclubs in die neu eingerichtete Nachwuchsoberliga versetzt, für die der knapp 21-jährige Blankenburg nicht mehr spielberechtigt war.
Erst in der Saison 1979/80 tauchte Blankenburg wieder im höherklassigen Fußball auf, als er im Aufgebot des Oberliga-Absteigers Chemie Böhlen erschien. Er etablierte sich in der Abwehr als Stammspieler, konnte aber verletzungsbedingt nur 14 der 22 Liga bestreiten (1 Tor). Als Staffelsieger beteiligte sich die BSG Chemie an den Aufstiegsspielen zur Oberliga, die zum sofortigen Wiederaufstieg führten. In den acht Qualifikationsspielen wurde Blankenburg fünfmal eingesetzt. Obwohl offiziell für die Oberligasaison 1980/81 gemeldet, kam Blankenburg in den Oberligaspielen nicht zum Einsatz.
Zur Saison 1981/82 wechselte Blankenburg zum Bezirksligisten BSG Motor Grimma, wo er bis 1984 in der Drittklassigkeit verweilte. Erst 1984 stieg er mit der BSG Motor in die DDR-Liga auf. In den DDR-Liga-Spielzeiten 1984/85 bis 1986/87 hatte Blankenburg als Libero einen Stammplatz sicher, von den 102 ausgetragenen Punktspielen bestritt er 80 Spiele. In der Saison 1985/86 wurde er mit neun Treffern bester Torschütze BSG Motor. In den Spielzeiten 1987/88 und 1988/89 kam Blankenburg nur noch auf insgesamt 13 Ligaeinsätze. Mit dem DDR-Liga-Abstieg von Motor Grimma 1989 war Blankenburgs Karriere im höherklassigen Fußball beendet. Innerhalb von acht Spielzeiten in der DDR-Liga war er auf 125 Einsätze und 19 Tore gekommen.